# Cultural Village of Europe
Cultural Village of Europe er et europæisk samarbejde, som går ud på, at mindre byer i fællesskab sætter fokus på, at de små samfund skal bevares, og ikke behandles som små sovebyer til de større byer.
Det startede i 1999 da den hollandske by Wijk aan Zee fremlagde forslaget "Cultural Village", som svar på "Europæisk Kulturby", fremlagt af den tyske by Weimar. Det viste sig at Tommerup Stationsby allerede havde forsøgt sig med et lignende projekt som Cultural Village 3 år tidligere, dog uden held. Et samarbejde blev nu født, hvilket skabte et 12 byer stort netværk i hele Europa:
- Aldeburgh (Storbritannien)
- Bystré (Tjekkiet)
- Killingi Nōmme (Estland)
- Kirchheim (Østrig)
- Mellionec (Frankrig)
- Palkonya (Ungarn)
- Paxos (Grækenland)
- Pergine Valdarno (Italien)
- Porrúa (Spanien)
- Ströbeck (Tyskland)
- Tommerup Stationsby (Danmark)
- Wijk aan Zee (Holland)

## Eksterne kilder og henvisninger
- Organisationens websted